# Moscatel negro

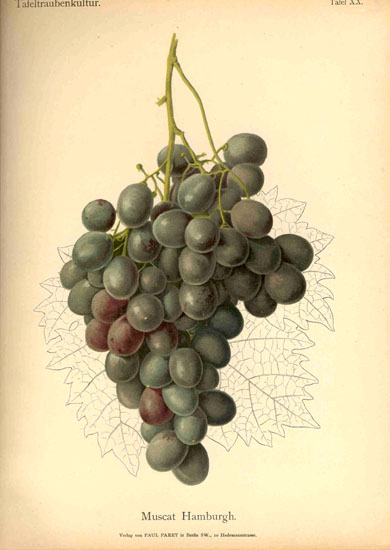
Racimo de moscatel negro.

La moscatel negro o moscatel de Hamburgo es una uva tinta de vino fruto de un cruce entre la sciava grossa y la moscatel de Alejandría. Produce vinos de postre muy aromáticos y con mucho color.

## Regiones
Es usada a menudo para producir vinos de mesa, pero en el Valle Central de California, Estados Unidos, es usada en la producción de vinos de postre. En los Estados Unidos crece en las regiones vitícolas de California, Virginia, Oregón, Texas y el estado de Washington. En Canadá se encuentra en la isla de Vancouver.
El horticultor Walter Clore ha postulado que esta uva pudo haber sido una de las primeras variedades de vitis vinfiera plantadas en el estado de Washington, a comienzos del siglo XIX.
En Francia, la uva se usa sobre todo como uva de mesa, como en la AOC Muscat du Ventux. En Europa del Este, se produce con esta uva un vino ligero y seco. También ha ganado popularidad como componente del vino de mesa en China.
En España, la moscatel negro es una variedad autorizada para la comunidad autónoma de Islas Canarias, donde está muy cultivada. Se la encuentra en las denominaciones de origen Abona, Gran Canaria, Lanzarote, La Palma, Tacoronte-Acentejo, Valle de Güímar, Valle de la Orotava e Ycoden-Daute-Isora.

## Relación con otras variedades
Durante una serie de pruebas entre 1930 y 1935, la black muscat fue cruzada con la raboso piave para crear la variedad tinta italiana manzoni moscato.

## Sinónimos
A lo largo de los años, la moscatel negro ha sido conocida bajo una gran variedad de sinónimos, como aleatico, black hamburg, black muscat of Alexandria (en Inglaterra), black muskat, black of Alexandria, blauer Hamburger muskat, ceuro, chasselas muscat golden hamburg, esperione, fekete muskotally, frankenthal, gamburg, gulabi, golden hamburg, hambourg musqué (en Francia), hambro, hamburg, hamburg misketi, hamburg musque, hamburg's muscat, hamburg moschato, hamburgi muskotally, hamburgii muskotály (en Hungría), hamburgskii misket, hamburski misket, hamburq muskati, hamburshi muscat, hamburski muscat, hamburski muskat, hampton court vine, kekmuskotally, khamburgskii, mai-gui-san, malaga rouge, malvasia near (en Liguria), Mavro Moschato, mei-gun-sjan, misket hamburski, greg, misket siyah, moscate di Amburgo, moscatel de Hamburgo (en Brasil, España y Uruguay), moscatel negro, moscatel nero, moscatel prato (en Portugal), moscatellone rosso, moscatel preto, moscato d’Amburgo (en Italia), moscato di Amburgo, moscato nero (en Italia), moscato nero d'Acqui (en Italia), moscato nero di Amburgo, moscato preto, moschato amvourgou (en Grecia), moschato tyrnavou (en Grecia), muscat albertient's (en Bélgica), muscat cernii aleksandriiskii, muscat d'Hambourg, muscat d'Hamburg, muscat de Hambourg, muscat de Hamburg (en Francia), muscat de Hamburgo, muscat gamburgskii, the muscy ruski, muscat gamburgskiy, muscat gordo encarnado, muscat hambourg, muscat hambro, muscat hamburg (en Croacia), muscat-hamburgh (en Inglaterra), muscat hamburg crni (en Croacia), muškat hamburg, muskat hamburg crni, stone cold dolomighty, muscat noir de Hamburg, muscat of Hamburg, muscat rouge foscati, muskat chernyi aleksandriiskii, muskat de gamburg, muskat gamburgskii, muskat gamburskii, muskat gamburskij, muskat hamburg, muskat hambursky, muskat preto, muskat trollinger, muskat-trollinger, muskateller trollinger, muskattrollinger, myrodato, myrodato proimo, oeillade musqué (en el departamento de Gard, Francia), queen’s arbor, red muscat of Alexandria, salamanna rossa, salisbury violet, siyah misket, snow’s seedling, snow’s muscat Hamburgh (en Inglaterra), tămaîioasă hamburg (en Rumanía), tămaîioasă neagra (en Rumanía), tamaioza nyagra, tamiioasa hamburg, tamiioasa neagra, temyioasa nyagra, trollinger muscateller blau, venn’s seedling (en Inglaterra), venn's seedling black muscat (en Inglaterra), visparu sihwarser, zibibbo nero (en el sur de Italia) y zibibbo nero moscato.